# Курка (фільм, 1991)
«Курка» («Курица») — радянський художній фільм 1991 року, знятий режисером Валентином Ховенком.

## Сюжет
Герої цієї комедії працюють у провінційному театрі, що позначається на їхніх манерах у житті. Алла, дружина головного адміністратора, прийшла до юної артисточки Нони на прізвисько «Курка», щоб «застукати» зі своїм чоловіком, але в ліжку з нею вона знаходить головного режисера, який одружився з нею. Незабаром про це дізнається її найкраща подруга Діана та всі інші. І тепер зрозуміло, чому вона, актриса-початківець, отримувала кращі ролі. Обидва закохані в гарненьку Ноночку чоловіки вже не першої й не другої молодості та закохалися не на жарт.

## У ролях
- Наталія Гундарева — Алла Іванівна Кострова, актриса
- Світлана Крючкова — Діана, актриса
- Мар'яна Полтєва — Нонна Олександрівна Курослєпова, юна актриса
- Михайло Данилов — Федір Ілліч Галактіонов, «Швондер», головний режисер
- Олександр Пашутін — Василь Всеволодович Костров, головний адміністратор театру, чоловік Алли
- Анатолій Ведьонкін — інспектор ДАІ
- Валерій Носик — Петрович, вахтер у гуртожитку
- Олександр Ільїн — п'яниця з м'ясорубкою
- О. Ільвес — епізод
- І. Бєлоусова — епізод
- С. Роман — епізод
- Ігор Юраш — епізод
- Ростислав Капелюшников — епізод
- Інна Агєєва — епізод
- Діма Мелклов — епізод

## Знімальна група
- Режисер — Валентин Ховенко
- Сценарист — Микола Коляда
- Оператор — Євген Гуслинський
- Художник — Валентин Коновалов
- Продюсери — Геральд Бежанов, Валерій Фатєєв, Олександра Демидова